# 18 × 45 мм
18×45 мм — патрон нелетального действия, разработанный в 1990-е годы.
Сертифицирован в 1999 году в качестве боеприпаса для огнестрельного бесствольного оружия самообороны. Применяется в пистолетах «ОСА», МР-461 «Стражник» и «Кордон».

## Описание
Патрон собран в цилиндрической алюминиевой гильзе с электровоспламенением.

## Варианты
В настоящее время выпускаются следующие типы патронов:
- 18×45 Т — травматический патрон, снаряжённый резиновой пулей с металлическим сердечником. Масса патрона — 25 граммов, масса 15-мм пули — 11,6 граммов, дульная энергия — 85-90 Дж. Пуля полностью размещена внутри гильзы и не выступает за её пределы.
- 18×45 О — осветительный патрон. Масса патрона — 22 грамма. Снаряжён пиротехническим составом, при выстреле обеспечивает яркую вспышку белого цвета;
- 18×45 С — сигнальный патрон. Масса патрона — 23 грамма. Используется для запуска цветных сигнальных ракет красного, жёлтого или зелёного цветов на высоту 120—140 м (в зависимости от метеоусловий).
- 18×45 СЗ — светозвуковой патрон. Масса патрона — 18 граммов. Прошёл сертификацию и поступил в коммерческую продажу в 2004 году. Края гильзы светозвукового патрона завальцованы.
- 18×45 И — газовый патрон (снаряжён экстрактом красного перца и CN), разработан компанией «Агентство коммерческой безопасности» (АКБС), выпускается с 2005 года[2].
- 18×45 Пр. — практический патрон, предназначен для отработки практических навыков стрельбы. Масса пули — 4,7 грамма, дульная энергия пули — 40 Дж.
- 18×45 СМ — «патрон фейерверочный», может использоваться для подачи сигнала в тёмное время суток, создания зрелищных эффектов. Эффект: запуск кометы с искрящимся следом на высоту 50-60 м, разрыв — сноп красных, зелёных и жёлтых огней (от 12 до 36 звездок).
- 18×45 РШ — травматический патрон, снаряжённый 22-мм сферической пулей из эластичной резины (с добавлением металлического порошка). Разработан в 2010 году, производится ООО ПКП «АКБС». Масса пули — 12 граммов, дульная энергия — до 100 Дж[3].
- 18×45 «A+A» — травматический патрон в пластмассовой гильзе, снаряжённый 15,3-мм резиновой пулей с металлическим сердечником[4]. На внутренней поверхности гильзы выполнены нарезы, которые служат для стабилизации пули и как следствие — повышения точности стрельбы[5]. Пуля имеет дульную энергию около 91 Дж[6].
- 18×45 РГ — травматический патрон, снаряжённый резиновой пулей с металлическим сердечником. Патрон собран в составной гильзе с металлической донной частью[7]

Кроме буквенного индекса на маркировке патрона, для определения типа (цвета) патрона в темноте тактильным способом (на ощупь), пыжи патронов имеют выступы.
Начальная скорость и дульная энергия пули травматического патрона могут несколько различаться в зависимости от партии патронов. Известны случаи причинения смертельных ранений в результате попадания пули в голову на короткой дистанции
.